# Tsjakalarovo
Tsjakalarovo of Čakalarovo (Bulgaars: Чакаларово) is een dorp in het zuiden van Bulgarije. Het dorp is gelegen in de gemeente Kirkovo, oblast Kardzjali. Het dorp ligt hemelsbreed op 39 km van de stad Kardzjali en 226 kilometer ten zuidoosten van Sofia. 

## Bevolking
Op 31 december 2020 telde het dorp Tsjakalarovo 1.102 inwoners. Het aantal inwoners vertoont al vele jaren een dalende trend: in 1975 had het dorp nog 1.776 inwoners.
|  |

In de officiële volkstelling van 1 februari 2011 reageerden slechts 285 van de in totaal 1.355 inwoners. Van deze 285 respondenten gaven 272 personen aangesloten te zijn bij de "Bulgaarse" etnische groep. Daarnaast identificeerden 6 personen zichzelf als “Turken”. De rest van de bevolking heeft geen etnische achtergrond opgegeven of helemaal geen antwoord gegeven
| Etnische samenstelling van de respondenten (2011) | Etnische samenstelling van de respondenten (2011) | Etnische samenstelling van de respondenten (2011) | Etnische samenstelling van de respondenten (2011) | Etnische samenstelling van de respondenten (2011) |
| ------------------------------------------------- | ------------------------------------------------- | ------------------------------------------------- | ------------------------------------------------- | ------------------------------------------------- |
|                                                   |                                                   |                                                   |                                                   |                                                   |
| Bulgaren                                          | Bulgaren                                          |                                                   | 95,4%                                             | 95,4%                                             |
| Turken                                            | Turken                                            |                                                   | 2,1%                                              | 2,1%                                              |
| Roma                                              | Roma                                              |                                                   | 0,0%                                              | 0,0%                                              |
| Anders/Onbekend                                   | Anders/Onbekend                                   |                                                   | 2,5%                                              | 2,5%                                              |